# Celle di San Vito
Celle di San Vito (Cèlle de Sant Uite ou Vite en faetar) est une commune italienne de la province de Foggia dans la région des Pouilles. C'est une enclave de langue francoprovençale où l'on parle le faetar.

## Géographie

### Situation
Située à 45 km au sud-ouest de Foggia, la commune est perchée sur les contreforts de la vallée du Celone, dans les montagnes de Dauna à 735 mètres d'altitude.

### Communes limitrophes
|       | Biccari           | Castelluccio Valmaggiore |
| Faeto | Celle di San Vito | Troia                    |
|       |                   | Orsara di Puglia         |

## Toponymie
Le nom de la commune provient de la présence d'une « celle » du XIIIe siècle, utilisée comme résidence d'été par les moines d'un monastère bénédictin dédié à saint Nicolas, et d'un petit sanctuaire dédié à saint Guy (Vito) situé sur une colline dominant la vallée.

## Politique et administration

### Administration municipale
La commune est administrée par un conseil municipal de onze membres, dont le maire, élus pour cinq ans.

### Les maires
| Période | Période  | Identité                | Étiquette | Qualité |
| ------- | -------- | ----------------------- | --------- | ------- |
| 1985    | 1995     | Carmelo Giuseppe Cupoli |           |         |
| 1995    | 2004     | Michele Schiavone       |           |         |
| 2004    | 2009     | Achille Mario Cocuzzi   |           |         |
| 2009    | en cours | Palma Maria Giannini    |           |         |

## Population et société

### Démographie
Comme beaucoup d’autres petites communes, Celle di San Vito doit faire face à un fort dépeuplement. En 1900, cette localité abritait encore un peu plus de 1 000 habitants et aujourd’hui, elle n’en compte plus que 177. 

### Langue
Celle di San Vito forme, avec la commune voisine de Faeto, une enclave de langue francoprovençale où est parlé le faetar ou faetano, héritage d'un mouvement de population remontant au XIVe siècle. La minorité linguistique est protégée par la loi nationale 482 du 15 décembre 1999.